# Incursión española en La Goleta (1609)
La incursión en La Goleta de 1609 fue un ataque llevado a cabo por el almirante español Luis Fajardo y Chacón sobre el área portuaria del Túnez otomano, dominado por La Goleta, como parte de una operación mayor española contra la piratería berberisca y sus aliados europeos. En el ataque, llevado a cabo con apoyo circunstancial francés, los españoles destruyeron una gran flota tunecina conformada por piratas de todas las naciones, incluyendo renegados ingleses como Jack Ward y Francis Verney, que fueron puestos en fuga.
Tuvo la particularidad de ser la primera gran operación mediterránea hecha exclusivamente por galeones sin apoyo de galeras, las cuales comenzaban a resultar poco prácticas de mantener en grandes números para la Monarquía Hispánica tras la victoria de la batalla de Lepanto.

## Trasfondo
En enero de 1609, después de sus grandes victorias contra los holandeses en las Indias, el almirante murciano Fajardo fue ascendido al Consejo de Guerra real. Allí encontró la necesidad de encargarse de la predadora piratería berberisca, que los estados musulmanes del norte de África ejercían para alimentar el lucrativo comercio berberisco de esclavos. El problema resaltaba al hallarse España en plena expulsión de los moriscos, de entre los cuales había numerosos colaboradores y partidarios de los piratas, a los que animaban y ayudaban a atacar las costas ibéricas. Sin embargo, el mayor foco de atención era Zymen Danseker, corsario holandés aliado con los berberiscos de la Regencia de Argel, que rondaba el cabo de San Vicente con una flota de 18 navíos para sus correrías y había tomado ya varios mercantes españoles.
El Duque de Lerma, valido del rey Felipe III, había dado órdenes de acabar con Danseker, por lo que Fajardo se ofreció para neutralizarlo. Sabiendo que Danseker destacaba por su uso de naves de vela fuertemente artilladas, como los galeones y las naos, y buscando al mismo tiempo rehabilitar la imagen de la armada española de vela del Atlántico, muy dañada tras la derrota ante los holandeses en la batalla de Gibraltar de 1607, Fajardo propuso que parte de esta armada se introdujera en el Mediterráneo y se enfrentase en igualdad de condiciones a los corsarios. Se barajó que galeras acompañasen a las naves de vela por si fuera necesario remolcarlas, pero al final se decidió enviarlas en solitario confiando en su potencia.
Así, no sin dificultades logísticas debido al estado de la economía, Fajardo recibió el cargo de las flotas de Andalucía y Portugal, y reunió en ellas 12 naves mancas con tripulaciones reclutadas mayormente en el norte de la península. Eran los galeones San Francisco, Santa María Magdalena, San Agustín, Nuestra Señora de los Remedios, San Fulgencio, San Luis y Rosario, junto con las naos Santa Margarita y Nuestra Señora de Regla, la fragata Santa Ana, la carabela Nuestra Señora del Buen Viaje y una canoa. Partió de Cádiz en junio, con su hijo Luis, recientemente nombrado almirante, como lugarteniente. Atrás quedó Antonio de Oquendo las restantes flotas para guardar las costas peninsulares.

## Movimientos previos
Al salir de Cádiz, Fajardo ordenó que la flota dividiera en tres bloques: uno dirigido por Juan para patrullar la costa de africana, otro para cubrir la costa española y cargar tropas y navegantes en Málaga y Almería, y otro al mando del propio Luis entre ambas para asistir donde fuera necesario. Una vez reunida y con los refuerzos conseguidos, la flota llegó hasta Orán, fondeando en el puerto de Mazalquivir el día 28.
Avisado por el gobernador de Orán, Felipe Ramírez de Arellano, Conde de Aguilar, de que un navío sospechoso había sido avistado en la desembocadura del río Tafna de Tremecén, Fajardo envió a su hijo con siete pataches locales y un refuerzo de 200 hombres de Orán. Juan encontró y capturó el barco enemigo fondeado cerca de la isla de Alimaques, resultando ser un corsario de Danseker, lleno de armas y mercancías y tripulado por ingleses y judíos. Juan mantuvo consigo prisionero al capitán inglés para servirles de guía.
Tras proseguir el viaje, la flota avistó Argel, por lo que Fajardo esperó a la caída de la noche para enviar exploradores de la renombrada infantería de marina hispánica en cuatro pataches y varias chalupas. Avistaron ocho buques a vela y cuatro galeras refugiados en Argel, entre ellos la nao capitana de Danseker, pero comprobaron que el puerto estaba demasiado bien defendido. Así mismo, las previsiones climáticas eran que las naves españolas lo tendrían fácil para entrar en el puerto, pero se encontrarían sin viento para salir, y sin galeras no podrían escapar a remolque. Por ello, Fajardo desistió de la idea, continuando con la flota en dirección a Túnez, el segundo objetivo que se había marcado.
El día 21 capturaron dos barcos mercantes, uno de los cuales pertenecía también a la flota de Danseker, y al día siguiente, cerca de la vertical de Cerdeña, encontraron una flotilla francesa de tres galeones capitaneados por Philippe de Beaulieu-Persac, muy maltrechos por una derrota reciente ante los corsarios africanos. Bealieu les advirtió de la presencia de no menos de 23 buques enemigos preparándose para salir del puerto tunecino de La Goleta a saquear, y merced a la Paz de Vervins, que había traído una tregua con Francia, el francés se incorporó a la flota de Fajardo con su único galeón en condiciones de combatir. El día 30, tras avistar La Goleta y recalcular una vez más sus planes al ver que fortaleza había sido reforzada, Fajardo ordenó el ataque.

## Batalla
Fajardo volvió a dividir la flota en tres secciones. Primero avanzarían en embarcaciones ligeras, siete pataches y dos chalupas con Fajardo padre e hijo al frente de los mejores infantes de marina, mientras que la segunda se compondría de tres galeones medianos para cubrirles, y en la tercera quedarían los galeones más grandes, que no podían acercarse a tierra sin peligro de embarrancar, y por tanto se quedarían atrás bombardeando la artillería terrestre enemiga. De este modo, los infantes españoles procedieron a penetrar bajo intenso fuego enemigo, y por medio de artefactos incendiarios prendieron fuego a la flota atracada en La Goleta, compuesta en efecto por 23 buques, que resultaron pertenecientes a Danseker y a piratas y corsarios de todas las nacionalidades. Sólo fallaron en incendiar un patache, que se tuvo por milagro al saberse después que en realidad pertenecía a frailes mercedarios llegados allí para pagar rescates de cristianos.
Además de los buques en llamas, los hombres de Fajardo abatieron a centenares de piratas y lugareños los que se pilló completamente desprevenidos en la operación. En cambio, aunque la artillería tunecina disparaba incesantemente, no lograban causar daños a los incursores debido al pequeño tamaño de sus embarcaciones ni a los galeones debido a su gran tonelaje, y en cambio las baterías musulmanas quedaron cada vez más maltrechas por los cañones españolas. En vista de esta situación, el dey de Túnez, Uzmán, movilizó a 20.000 soldados de infantería y caballería y acudió desde la ciudad al puerto, pero los buques españoles se limitaron a descargar su artillería sobre los recién llegados, obteniendo un efecto fulminante y poniéndolos en fuga con 500 muertos. Con esto los españoles se hicieron dueños del campo. Según las fuentes anglosajonas, los renegados ingleses Jack Ward, Francis Verney y Richard Bishop estaban en Túnez y huyeron durante la batalla.
A la mañana siguiente, Uzmán pidió paces, pretextando que sólo permitía fondear a piratas para que le sirvieran de defensa contra otros piratas de nacionalidad francesa, y les ofreció aprovisionarles. Fajardo declinó la oferta, pero permaneció allí tres días a la espera de vientos adecuados para salir. Mientras tanto se dirigió a la entrada del lago otro barco berberisco de Bizerta, al cual dieron aviso desde La Goleta de la presencia de cristianos, haciendo que sus tripulantes lo embarrancasen en el brazo de tierra y tratasen de huir. Fajardo capturó a varios de los tránsfugas y tomó el barco, y en él encontró gran cantidad de rica mercancía robada y 40 franceses apresados. Otro barco desprevenido fue abandonado y barrenado en el canal, en el que de nuevo se halló mercaduría. No queriendo tentar más la suerte, Fajardo envió una delegación a negociar con el bey de Túnez el rescate de los cautivos que había hecho, por los que obtuvo 2000 cequíes de oro. El 4 de agosto, cediendo a Philippe el buque bizertí, los españoles salieron finalmente de La Goleta y pusieron rumbo de regreso.

## Consecuencias
Fajardo arribó Cartagena casi sin suministros y con sus tripulaciones hambrientas, pero rico y victorioso de la batalla. Tras la operación, aprovechando la flota, se le ordenó asistir en el trasbordo de los moriscos a África. Aunque no se hubieran cumplido los objetivos iniciales, el Consejo de Estado resultó muy satisfecho con la incursión, ya que habían una victoria desmoralizante sobre los berberiscos y habían comprobado que los barcos de vela, aun estando a merced de las condiciones climáticas al no disponer de remos, podían ser usados con notable éxito por los españoles.
El éxito de la misión no sería el último, dando lustre y temor a la armada española en toda la Berbería, aunque esto no disuadiría a sus habitantes de seguir con sus actividades piráticas. Los renegados Ward y Bishop hallaron refugio en La Mamora, aunque al poco tiempo los españoles volvieron a alcanzarles y quemar sus naves allí, expulsándoles al Atlántico temporalmente. Los capitanes de galeras de los virreinatos de Nápoles y Sicilia, el castellano Álvaro de Bazán y Benavides y el italiano Octavio de Aragón respectivamente, continuarían a la caza de corsarios moros tras la ida de Fajardo. Una nueva flota de Denseker sería destruida en otra incursión en La Goleta en 1612, aunque el corsario continuaría con su carrera hasta 1615, cuando fue traicionado y decapitado por los tunecinos.